# Église Saint-Blaise-et-Notre-Dame-de-la-Nativité
Pour les articles homonymes, voir Église Saint-Blaise.
L'église Saint-Blaise-et-Notre-Dame-de-la-Nativité est une église catholique qui se situe dans la commune française de Fraize, au cœur du parc naturel régional des Ballons des Vosges en région Grand Est.

## Histoire et architecture
La nouvelle église fut construite en 1783, après avoir été détruite par un incendie dans la nuit du 6 février 1782. Durant la Première et Seconde Guerre mondiale l'église est endommagée. Le toit couvert d'aissis a été remplace par des ardoises en 1855 pour limiter le risque d'incendie. 
Victor Lalevée dit : « La restauration de 1893-94 a fait de l'église un élégant vaisseau à trois nefs et plafonds plats que supportent de sveltes colonnes en pierre blanche avec chapiteaux de l'ordre ionique. La voûte du chœur à laquelle aboutit la nef principale aux arcs surbaissés est soutenue par de délicates nervures finement sculptées. L'édifice a été consolidé extérieurement par des piliers de soutien en grès rose encastrés dans les murailles ».

### Architectes
- Charles Cariage de Saint-Dié, réfection de l'église en 1893,
- Monsieur Ringwald de Saint-Dié, réfection de la toiture en 1961.

## Mobilier

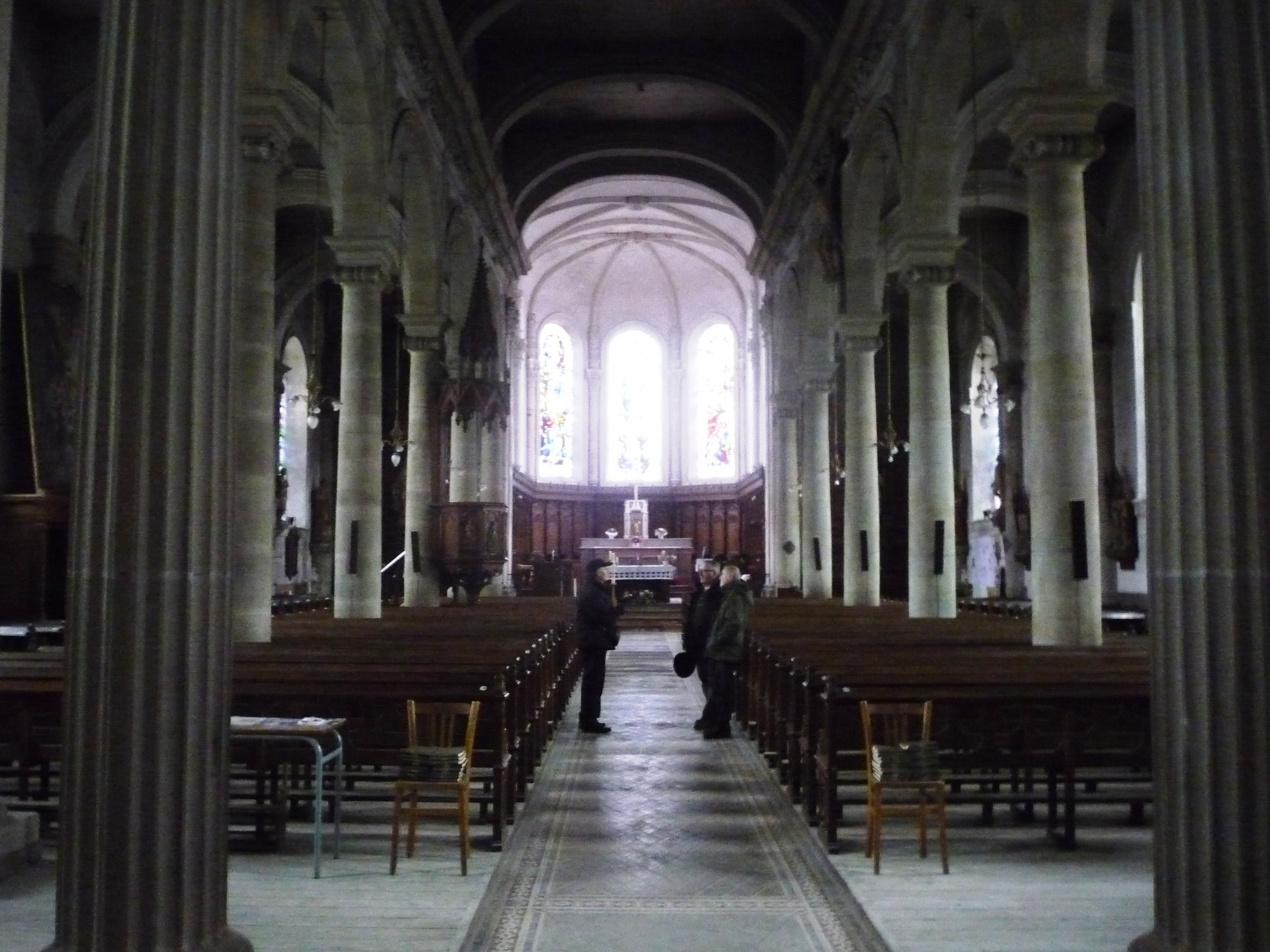
Intérieur de l'église.

L'orgue est dû à Claude-Ignace Callinet en 1852, puis transformé par Jaquot en 1895 et 1925.
Cette église contient plusieurs objets inscrits sur l'inventaire des monuments historiques (statuette de saint Blaise, statuette de saint Florent, de décharge, Christ en croix, paire de vases chinois, deux confessionnaux, un tableau représentant une descente de croix, un tableau représentant saint Blaise, saint Roch et saint Antoine, un tableau représentant deux personnages au pied de la Vierge et un ensemble de 19 verrières réalisées par Max Ingrand et posées en 1949 et 1950).